# Astragalus calycosus
Espèce
Classification APG III (2009)
Statut de conservation UICN

 LC  : Préoccupation mineure
Astragalus calycosus est une espèce de plantes à fleurs de la famille des Fabaceae. C'est une plante herbacée originaire des États-Unis en Amérique du Nord.

## Description
Cette astragale est une plante herbacée pérenne.

## Répartition et habitat
Cette astragale vit aux États-Unis (Arizona, Californie, Colorado, Idaho, Nevada, Nouveau-Mexique, Utah, Wyoming).

## Nomenclature et systématique
Cette espèce a reçu d'autres appellations, synonymes mais non valides :
- Astragalus brevicaulis A. Nelson
- Hamosa calycosa (Torr.) Rydb.
- Tragacantha calycosa (Torr.) Kuntze